# برج ماین
برج ماین (انگلیسی: Main Tower) آسمان‌خراش اداری تجاری ۵۶ طبقه مستقر در شهر فرانکفورت است، که پروژه ساخت آن در سال ۱۹۹۶ آغاز شد و در سال ۱۹۹۹ به بهره‌برداری رسید.